# Brogitaros
Brogitarix dit Brogitaros ou Brogitarus est un tétrarque du peuple galate des Trocmes au Ier siècle av. J.-C., mentionné notamment par Cicéron.

## Contexte
Cicéron nous apprend dans son discours Pro Sestio que Brogitaros, « homme impur », avait obtenu du tribun de la plèbe Clodius, le titre de roi et le temple de Cybèle, à Pessinonte, « non pour honorer les autels, mais pour les profaner ».
Brogitaros (ou Castor l'autre gendre de Déiotaros) aurait été assassiné vers 52 av. J.-C. à l'instigation de son beau-père Déiotaros, tétrarque des Tolistobogiens, dont il avait épousé la fille Adobogiona (en).
Son nom pourrait signifier en gaulois « celui qui traverse le pays », ou dériver de brogi-taruos « taureau du pays ».
Sur un tétradrachme frappé sans doute à Tavium, ville principale des Trocmes, Brogitaros porte le titre de « Roi » et d'« Ami de Rome » : ΒΑΣΙΛΕΩΣ ΒΡΟΓΙΤΑΡΟΥ ΦΙΛΟΡΩΜΑΙΟΥ (« Roi Brogitarus Ami de Rome »),.

### Sources primaires
- Cicéron, Pro Sestio